# 佐貫広綱
佐貫 広綱（さぬき ひろつな）は、平安時代末期から鎌倉時代初期にかけての上野国佐貫荘（現・群馬県邑楽郡明和町大佐貫）の武将、鎌倉幕府御家人。藤姓足利氏の一族。右衛門尉。父は佐貫広光、または足利有綱。

## 生涯
治承4年（1180年）5月、以仁王の挙兵にあたり、平家方の同族である足利忠綱の軍勢に属して以仁王・源頼政の追討に加わり、『平家物語』「橋合戦」に名が見られる。その後、源頼朝に臣従して鎌倉の御家人となり、養和元年（1181年）7月20日、鶴岡八幡宮宝殿上棟式典で源義経らとともに大工に賜る馬を引いている。
寿永3年（1184年）2月の一ノ谷の戦いでは源範頼の配下で平氏追討軍として西国へ遠征した。同年3月に感神院領の近江国蒲生保を押領して源義経に乱妨を止められた武士として名の見える「上野国住人字讃岐四郎大夫」も彼とみられている。
文治5年（1189年）9月の奥州合戦に従軍。建久元年（1190年）11月の頼朝上洛に供奉。随兵には広綱の兄弟と見られる佐貫五郎、佐貫六郎広義の名も見える。建久2年（1191年）3月、鎌倉小町大路で発生した火災で邸が焼失した。同年閏12月、頼朝が三浦義澄の新邸に訪れた際に、三浦義村・三浦景蓮と共に相撲の勝負に召される。建久3年（1192年）1月に鎌倉に潜入し頼朝の暗殺を狙っていた平家家人・平忠光を捕縛する手柄を挙げている。同年6月の永福寺造営では畠山重忠らとともに梁・棟を運び、11月にも同寺の池石を畠山重忠・大井実春と共に運んでその大力を頼朝に称賛されている。
承久元年（1219年）1月に源実朝が右大臣任命拝賀のため鶴岡八幡宮に参拝した際に供奉しているのが史料上の終見。この後間もなく出家・引退もしくは死亡したものと考えられる。